# Mongreno
Mongreno (Mongren in piemontese) è un centro abitato che si trova sull'omonima collina torinese, nella Circoscrizione 7. Esso sorge all'altitudine di 454 metri sul livello del mare e dista 8,98 km dal centro di Torino. Nelle sue immediate vicinanze si trova anche la località di Reaglie.

## Chiesa di San Grato
La chiesa di San Grato si affaccia su un piccolo sagrato, al culmine dei due versanti della collina  di Mongreno.
La facciata della chiesa è decorata con due affreschi dedicati alla Madonna del Rosario ed a San Grato.
Sul fianco è presente il campanile con relativa cella campanaria e con un tetto a quattro spioventi.

L'interno è a pianta rettangolare, coperta da volte a crociera in mattoni, con altare isolato nella zona del presbiterio, sopraelevato di due gradini e con una balaustra in legno di separazione.
Ai lati si aprono due cappelle rettangolari, con volte a vela: sono dedicate alla Madonna del Rosario ed alla Immacolata Concezione.

Fino al XV secolo la chiesa era dedicata a Santa Maria, mentre dal 1630 compare l'attuale titolazione a San Grato, Vescovo di Aosta, un culto al tempo non frequente nella diocesi di Torino, che testimonierebbe la presenza nella zona di Mongreno di numerosi immigrati provenienti dalla Val d'Ossola e da Chambéry.